# Blesse

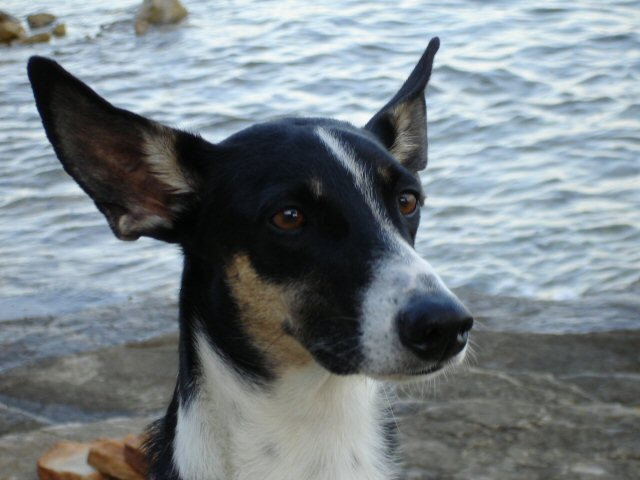
Galgo Espanol/Podenco-Mix mit Blesse

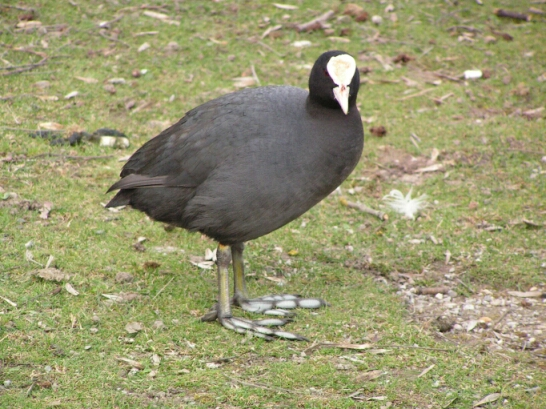
Blässhuhn

Als Blesse wird insbesondere bei Pferden, Hunden, Katzen und Rindern, aber auch bei anderen Tieren eine weiße oder hellere Zeichnung des Fells oder Gefieders, normalerweise in Form eines Streifens von der Stirn bis zur Schnauze, bezeichnet. Wildlebende Tiere mit dieser Zeichnung sind etwa der Blessbock, das Blässhuhn oder die Blässgans.

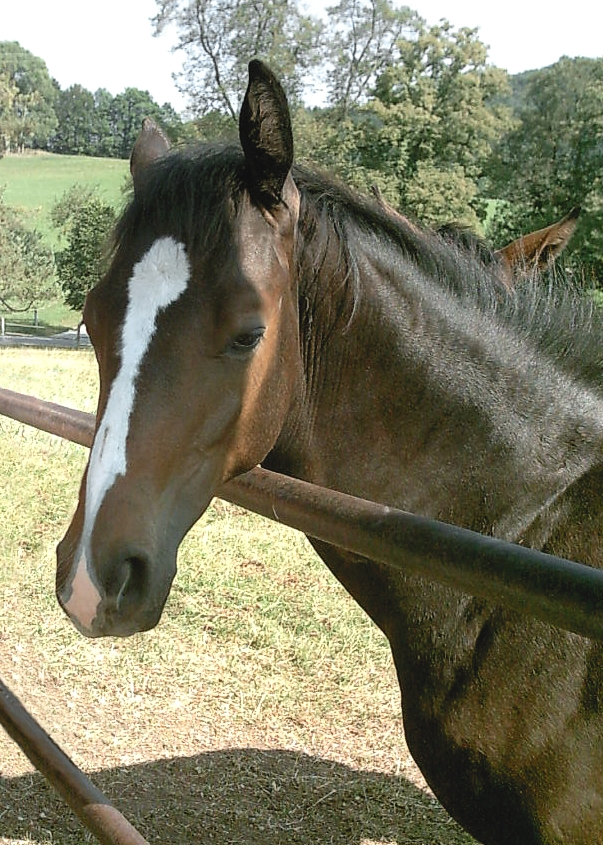
Pferd mit Blesse

Bei einigen Zuchtrassen – bei den Hunden etwa Nederlandse Kooikerhondje oder Japan Chin – gilt die Zeichnung als Qualitätsmerkmal. Bei anderen Rassen, beispielsweise der Pferderasse Haflinger sind Abzeichen am Kopf erwünscht, sollten aber nicht zu ausgeprägt sein.